# Eten van Moeder Aarde
Eten van Moeder Aarde, oorspronkelijk Diet for a small planet (Nederlands: Dieet voor een kleine planeet), was een bestsellerboek uit de jaren 70 van de twintigste eeuw, van de Amerikaanse schrijfster Frances Moore Lappé. Zij pleitte voor een ecologisch vegetarisme, een vegetarische levensstijl uit bezorgdheid over de overbevolking en de wereldwijde op dieren gebaseerde industrieën en de productie van op dieren gebaseerde producten.
Het boek verscheen in de Verenigde Staten in 1971 en de Nederlandse vertaling in 1974. Het was baanbrekend voor het argument dat de honger in de wereld niet zozeer wordt veroorzaakt door een gebrek aan voedsel, maar eerder door een ineffectief voedselbeleid. Een dieet op basis van groenten, granen en peulvruchten, zou de graanvoorraad van de wereld sparen door verspilling als veevoer tegen te gaan. Vegetarisme zou daarmee niet alleen een ethisch handelen zijn, maar ook politiek.
Behalve informatie over vleesproductie en de impact ervan op honger en de wereldvoedselproblematiek, bevat het boek ook eenvoudige richtlijnen voor een gezond dieet en vleesvrije recepten.

## Eiwit-complementatie
Uitgaand van het gegeven dat een vegetarisch dieet voldoende eiwitten kan leveren, is een groot deel van het boek gewijd aan de beschrijving van de methode van eiwit-complementatie. Daarbij worden meerdere plantaardige voedingsmiddelen van verschillende aminozuren-samenstelling tot een optimaal resultaat gecombineerd om een verantwoord alternatief te vormen voor dierlijke producten.
In het boek wordt uiteengezet dat van belang is te herkennen welk aminozuur in een levensmiddel de beperkende factor is en hoe plantaardige eiwitbronnen van verschillende aminozuren-samenstelling elkaar kunnen aanvullen om zonder gebruik van dierlijk eiwit (vlees, zuivel of eieren) tot een maaltijd met volwaardig eiwit te komen.
Eiwitcombinatie of -complementatie beoogt de biologische waarde van de eiwitinname te optimaliseren. Vegetarische en veganistische diëten zouden een onvoldoende hoeveelheid essentiële aminozuren bevatten, waardoor eiwitcombinatie met meerdere voedingsmiddelen nodig is om alsnog een volledig eiwit te verkrijgen. 
Eiwitten zijn essentieel voor de vorming, groei en vernieuwing van elke cel in ons lichaam. Aminozuren zijn de basiseiwiteenheden. Meerdere soorten aminozuren en meerdere combinaties spelen een rol in de menselijke voeding en stofwisseling, die resulteren in veel verschillende eiwitten en 20 verschillende soorten aminozuren. Daarvan zijn er 8 essentieel bij volwassenen: 
- fenylalanine
- tryptofaan
- methionine
- lysine
- leucine
- isoleucine
- valine
- threonine.

Deze aminozuren kan de mens ook uit plantaardig voedsel halen. Wanneer het eiwit in één voedingsmiddel alle essentiële aminozuren bevat, wordt het beschouwd als van de beste kwaliteit of de hoogste biologische waarde. Eiwitten van plantaardige oorsprong missen echter enkele van de essentiële aminozuren. De combinatie van twee of meer plantaardige voedingsmiddelen met een lage eiwitwaarde die elkaar aanvullen kan toch een hoogwaardige totaalsom opleveren; dit wordt eiwitaanvulling genoemd. 
Peulvruchten en noten missen bijvoorbeeld methionine, maar zijn rijk aan lysine, dus kunnen dan worden gecombineerd met granen of zaden zoals sesam die rijk zijn aan methionine, maar weinig lysine bevatten.
Tegenwoordig worden de termen "compleet" en "onvolledig" met betrekking tot plantaardige eiwitten zoals die werden gehanteerd in de eerste editie van het boek als verouderd beschouwd. Eiwitten uit een verscheidenheid aan plantaardig voedsel dat in de loop van een dag wordt gegeten, zouden voldoende van alle essentiële aminozuren kunnen leveren wanneer er aan de calorische eisen wordt voldaan.
Hoewel verschillende voedingsmiddelen inderdaad kunnen worden gecombineerd om hun beperkende aminozuren te compenseren, worden oudere dogma's inmiddels losgelaten. Dergelijke voedingsmiddelen hoeven niet binnen een enkele maaltijd te worden gecombineerd om het gewenste niveau van essentiële aminozuren te bereiken, zolang de voeding maar voldoende gevarieerd is en er aan de calorie-eisen wordt voldaan.

## Heruitgaven en vervolg
Evenals het Engelse origineel beleefde de Nederlandse vertaling verscheidene herdrukken en heruitgaven, onder meer in 1977, 1978 en 1989.
Later schreef Lappé samen met Joseph Collins World Hunger: 10 Myths (1977), in het Nederlands vertaald als Honger - tien sprookjes de wereld uit (1981).
20 jaar na het verschijnen werd een danig herschreven en aan de nieuwere inzichten aangepaste jubileumeditie uitgebracht: Diet for a Small Planet (20th Anniversary Edition) - The Book That Started a Revolution in the Way Americans Eat
In 2003 volgde Hope's Edge: The Next Diet for a Small Planet.

## Varia
- De term "small planet" i.v.m. vegetarisme werd overgenomen in combinaties die ernaar verwezen, bijv. The Case for Vegetarianism: Philosophy for a Small Planet van John Lawrence Hill (1996). Tevens bleek het boek de inspiratie voor vele kookboeken, allereerst Recipes for a Small Planet door Ellen Buchman (1985), waarvoor Frances Moore Lappé zelf een inleiding schreef en vervolgens onder meer deze door Troth Wells:
  - Global vegetarian cooking (2010)
  - One world vegeterian cooking (2010)
  - The Small Planet Vegetarian Cookbook (2012)
  - Small Planet, Small Plates - Earth-Friendly Vegetarian Recipes (2014)
- In 2006 ging Frances 'dochter, Anna Lappé, een kleine stap verder met haar boek Diet for a Hot Planet: The Climate Crisis at the end of your fork and What you can do about. Zij schetste daarin een verband tussen voedselproductie en klimaatverandering.